# Дамарискота-Њукасл (Мејн)
Дамарискота-Њукасл (енгл. Damariscotta-Newcastle) град је у америчкој савезној држави Мејн.

## Демографија
По попису из 2000. године број становника је 1.751.
| Група             | 2000.         | 2010.    |
| Белци             | 1.721 (98,3%) | 0 (0,0%) |
| Афроамериканци    | 2 (0,1%)      | 0 (0,0%) |
| Азијати           | 7 (0,4%)      | 0 (0,0%) |
| Хиспаноамериканци | 10 (0,6%)     | 0 (0,0%) |
| Укупно            | 1.751         | 0        |